# Popillia desfontainei
Popillia desfontainei är en skalbaggsart som beskrevs av Limbourg 2007. Popillia desfontainei ingår i släktet Popillia och familjen Rutelidae. Inga underarter finns listade i Catalogue of Life.